# Ratte (Saône-et-Loire)
Ratte ist eine französische Gemeinde im Département Saône-et-Loire in der Region Bourgogne-Franche-Comté. Sie gehört zum Arrondissement Louhans und zum gleichnamigen Kanton Louhans. Der Ort hat 371 Einwohner (Stand 1. Januar 2022), sie werden Rattons genannt.

## Geografie

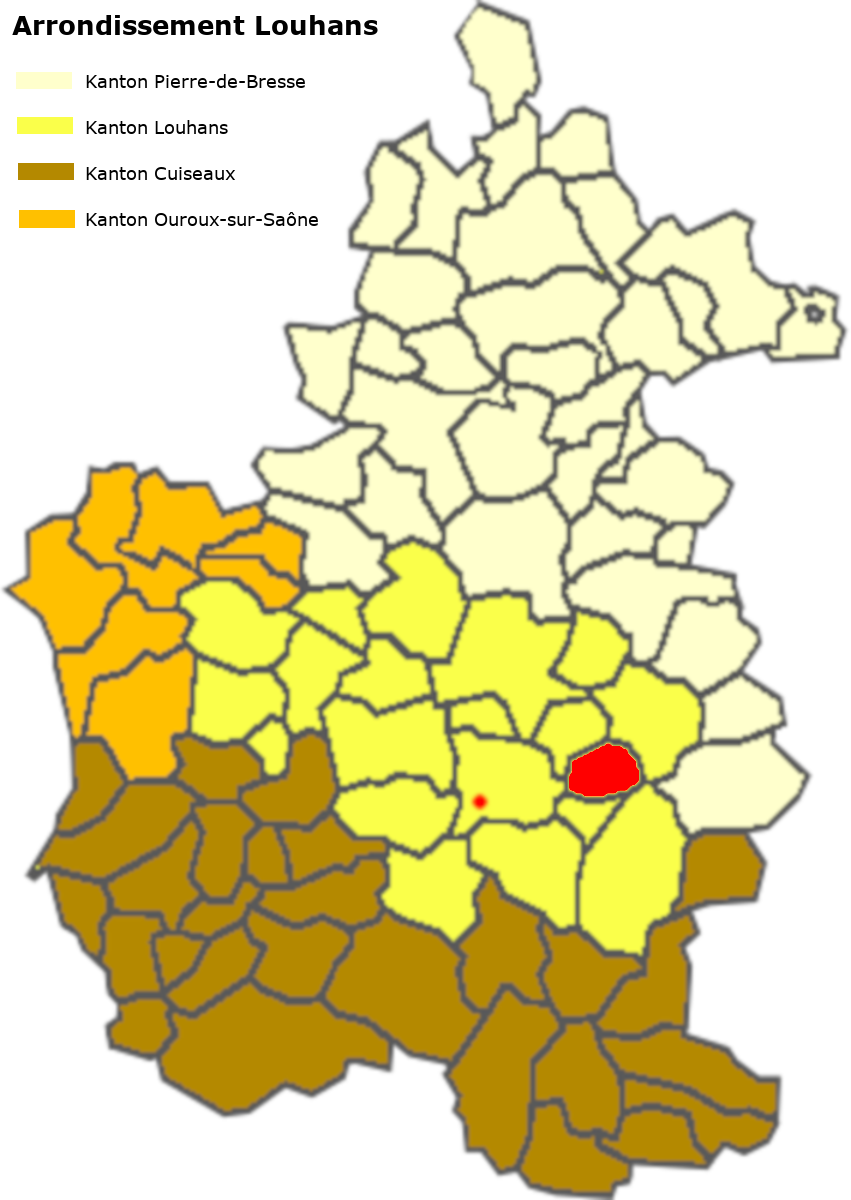
Lage der Gemeinde im Arrondissement Louhans

Ratte liegt in der Landschaft Bresse, rund 6,5 Kilometer ostnordöstlich von Louhans, die Departementsstraße D678 von Louhans nach Lons-le-Saunier durchzieht die Gemeinde und den Bourg von Südwest nach Nordost. Sie folgt weitgehend der Trasse der alten Römerstraße. Durch die Gemeinde fließt der Ruisseau de Blaine und bildet die südliche Gemeindegrenze, nördlich davon fließt der Ruisseau de l’Étang des Claies durch die Gemeinde, nimmt den Bief de Crépot vom Bourg her auf und mündet in den Ruisseau de l’Étang du Villard, der die südwestliche Gemeindegrenze bildet. Sie entwässern alle nach Westen und münden kurz vor Louhans in die Seille. Das Gemeindegebiet ist recht schwach bewaldet. Zur Gemeinde gehören folgende Weiler und Fluren: les Badiers, les Borels, les Boulards, les Buguets, le Champoinot, la Croix, les Gallets, les Gros, les Loureaux, Meix-au-Roy, Moulin-Rouge, les Mouraux, les Nielles, les Parnins, le Petit-Bois(-de-Ratte), les Roussets, les Saviants, les Valots, les Vanettes, les Vincents, les Vions.

### Klima
Das Klima in Ratte ist warm und gemäßigt. Es gibt das ganze Jahr über deutliche Niederschläge, selbst der trockenste Monat weist noch hohe Niederschlagsmengen auf. Die Klassifikation des Klimas nach Köppen und Geiger ist Cfb ((Gemäßigtes) Ozeanklima). Die Temperatur liegt im Jahresdurchschnitt bei 11,9 °C. Der wärmste Monat ist der Juli mit einer Durchschnittstemperatur von 21,0 °C, der kälteste der Januar mit 3,3 °C. Über ein Jahr verteilt summieren sich die Niederschläge auf 1081 mm, dabei ist der November mit 117 mm der niederschlagsreichste, während Juli als trockenster Monat 72 mm aufweist. Über das ganze Jahr werden etwa 2764 Sonnenstunden gezählt.
|                        | Jan | Feb | Mär  | Apr  | Mai  | Jun  | Jul  | Aug  | Sep  | Okt  | Nov  | Dez |   |      |
| Mittl. Temperatur (°C) | 3,3 | 3,8 | 7,5  | 11,1 | 14,9 | 19,0 | 21,0 | 20,6 | 16,9 | 12,9 | 7,4  | 4,1 | ⌀ | 11,9 |
| Mittl. Tagesmax. (°C)  | 6,2 | 7,6 | 11,8 | 15,6 | 19,2 | 23,7 | 25,7 | 25,3 | 21,3 | 16,9 | 10,5 | 6,9 | ⌀ | 15,9 |
| Mittl. Tagesmin. (°C)  | 0,7 | 0,6 | 3,2  | 6,3  | 10,2 | 14,1 | 16,1 | 15,8 | 12,6 | 9,2  | 4,4  | 1,5 | ⌀ | 7,9  |
|                        |     |     |      |      |      |      |      |      |      |      |      |     |   |      |
| Niederschlag (mm)      | 98  | 83  | 80   | 90   | 93   | 77   | 72   | 73   | 87   | 104  | 117  | 107 | Σ | 1081 |

| 0,7 |

| 0,6 |

| 3,2 |

| 6,3 |

| 10,2 |

| 14,1 |

| 16,1 |

| 15,8 |

| 12,6 |

| 9,2 |

| 4,4 |

| 1,5 |

| 0,7 |

| 0,6 |

| 3,2 |

| 6,3 |

| 10,2 |

| 14,1 |

| 16,1 |

| 15,8 |

| 12,6 |

| 9,2 |

| 4,4 |

| 1,5 |

## Toponymie
Der Ort taucht erstmals 1190 als Ecclesia de Rittha auf, die Bedeutung von Rittha ist unbekannt. Schon früh hat sich die Bezeichnung zu Rata, Rattes verändert und wurde letztlich zum Ortsnamen.

## Geschichte
Ratte liegt an der alten Römerstraße (heute ungefähr die RN 78) und war ein Teil von Le Fay. Damit gelangte es in den Besitz der Boutons. 1556 jedenfalls befreiten die Bewohner des Weilers Gros eine Tochter von Jean Bouton, deren Kutsche im Morast stecken geblieben war. Als Dank für die Rettung schenkte Jean Bouton den Helfern sieben Hektaren Eichenhochwald. Dieses Waldstück ist auch heute noch den Bewohnern von Gros zur Nutzung vorbehalten. Im 16. Jahrhundert ging die Herrschaft an die Familie Baume-Montrevel über, die Motte ihres Schlosses ist östlich der heutigen Kirche noch sichtbar (Durchmesser 20–30 Meter). Das Schloss wurde 1987 abgebrochen, das archäologische Material befindet sich im Écomusée de la Bresse bourguignonne in Pierre-de-Bresse. 1856 waren noch drei Getreidemühlen in Betrieb, 1988 bestanden 28 Landwirtschaftsbetriebe. Das alte Schulhaus datiert aus 1877.

### Die Herren von Ratte
- Im 15. Jahrhundert gehörten Teile von Ratte Charles Bouton
- Bereits im 16. Jahrhundert bestand auf einer Motte im Bourg ein Schloss, das den de la Baume-Montrevel gehörte. Die Familie war verschwägert mit der Familie de Ténarre. Im 17. Jahrhundert ging die Herrschaft durch Heirat/Erbschaft über an Joachim de Beaurepaire (* 1625, † 1675). Sie wurde in der Familie weiter vererbt bis zu Jean-Baptiste Joseph de Beaurepaire (* 1784)

Mit der Französischen Revolution 1789 wurden die Vorrechte des Adels abgeschafft, sie behielten lediglich noch ihre Titel.

## Bevölkerung
| Ratte: Einwohnerzahlen von 1793 bis 2020 | Ratte: Einwohnerzahlen von 1793 bis 2020 | Ratte: Einwohnerzahlen von 1793 bis 2020 | Ratte: Einwohnerzahlen von 1793 bis 2020 | Ratte: Einwohnerzahlen von 1793 bis 2020 |
| --- | ---------------------------------------- | ---------------------------------------- | ---------------------------------------- | ---------------------------------------- |
| Jahr |                                          |                                          |                                          | Einwohner                                |
| 1793 | 1793                                     |                                          | 687                                      | 687                                      |
| 1800 | 1800                                     |                                          | 565                                      | 565                                      |
| 1806 | 1806                                     |                                          | 630                                      | 630                                      |
| 1821 | 1821                                     |                                          | 701                                      | 701                                      |
| 1831 | 1831                                     |                                          | 760                                      | 760                                      |
| 1836 | 1836                                     |                                          | 769                                      | 769                                      |
| 1841 | 1841                                     |                                          | 721                                      | 721                                      |
| 1846 | 1846                                     |                                          | 729                                      | 729                                      |
| 1851 | 1851                                     |                                          | 726                                      | 726                                      |
| 1856 | 1856                                     |                                          | 698                                      | 698                                      |
| 1861 | 1861                                     |                                          | 666                                      | 666                                      |
| 1866 | 1866                                     |                                          | 680                                      | 680                                      |
| 1872 | 1872                                     |                                          | 695                                      | 695                                      |
| 1876 | 1876                                     |                                          | 712                                      | 712                                      |
| 1881 | 1881                                     |                                          | 748                                      | 748                                      |
| 1886 | 1886                                     |                                          | 741                                      | 741                                      |
| 1891 | 1891                                     |                                          | 760                                      | 760                                      |
| 1896 | 1896                                     |                                          | 671                                      | 671                                      |
| 1901 | 1901                                     |                                          | 682                                      | 682                                      |
| 1906 | 1906                                     |                                          | 699                                      | 699                                      |
| 1911 | 1911                                     |                                          | 678                                      | 678                                      |
| 1921 | 1921                                     |                                          | 657                                      | 657                                      |
| 1926 | 1926                                     |                                          | 651                                      | 651                                      |
| 1931 | 1931                                     |                                          | 612                                      | 612                                      |
| 1936 | 1936                                     |                                          | 607                                      | 607                                      |
| 1946 | 1946                                     |                                          | 550                                      | 550                                      |
| 1954 | 1954                                     |                                          | 512                                      | 512                                      |
| 1962 | 1962                                     |                                          | 480                                      | 480                                      |
| 1968 | 1968                                     |                                          | 430                                      | 430                                      |
| 1975 | 1975                                     |                                          | 421                                      | 421                                      |
| 1982 | 1982                                     |                                          | 393                                      | 393                                      |
| 1990 | 1990                                     |                                          | 378                                      | 378                                      |
| 1999 | 1999                                     |                                          | 341                                      | 341                                      |
| 2006 | 2006                                     |                                          | 365                                      | 365                                      |
| 2009 | 2009                                     |                                          | 385                                      | 385                                      |
| 2014 | 2014                                     |                                          | 374                                      | 374                                      |
| 2020 | 2020                                     |                                          | 369                                      | 369                                      |
| Quelle(n): EHESS/Cassini bis 2006, ab 2009 INSEE Anmerkung(en): • Ab 1962 offizielle Zahlen ohne Einwohner mit Zweitwohnsitz • Höchste Einwohnerzahl 1836 mit 769, tiefste Einwohnerzahl 1999 mit 341 (44,3 % vom Maximum) |                                          |                                          |                                          |                                          |

| Bevölkerungsstruktur | Anzahl Einwohner | männlich | weiblich | davon Ausländer | Anteil % |
| -------------------- | ---------------- | -------- | -------- | --------------- | -------- |
|                      | 369              | 181      | 188      | 10              | 2,7      |

| Männer | Alterstufe | Frauen |
| ------ | ---------- | ------ |
| 2      | 90 + älter | 2      |
| 17     | 75–89      | 23     |
| 51     | 60–74      | 49     |
| 43     | 45–59      | 40     |
| 25     | 30–44      | 29     |
| 24     | 15–29      | 14     |
| 19     | 0–14       | 31     |

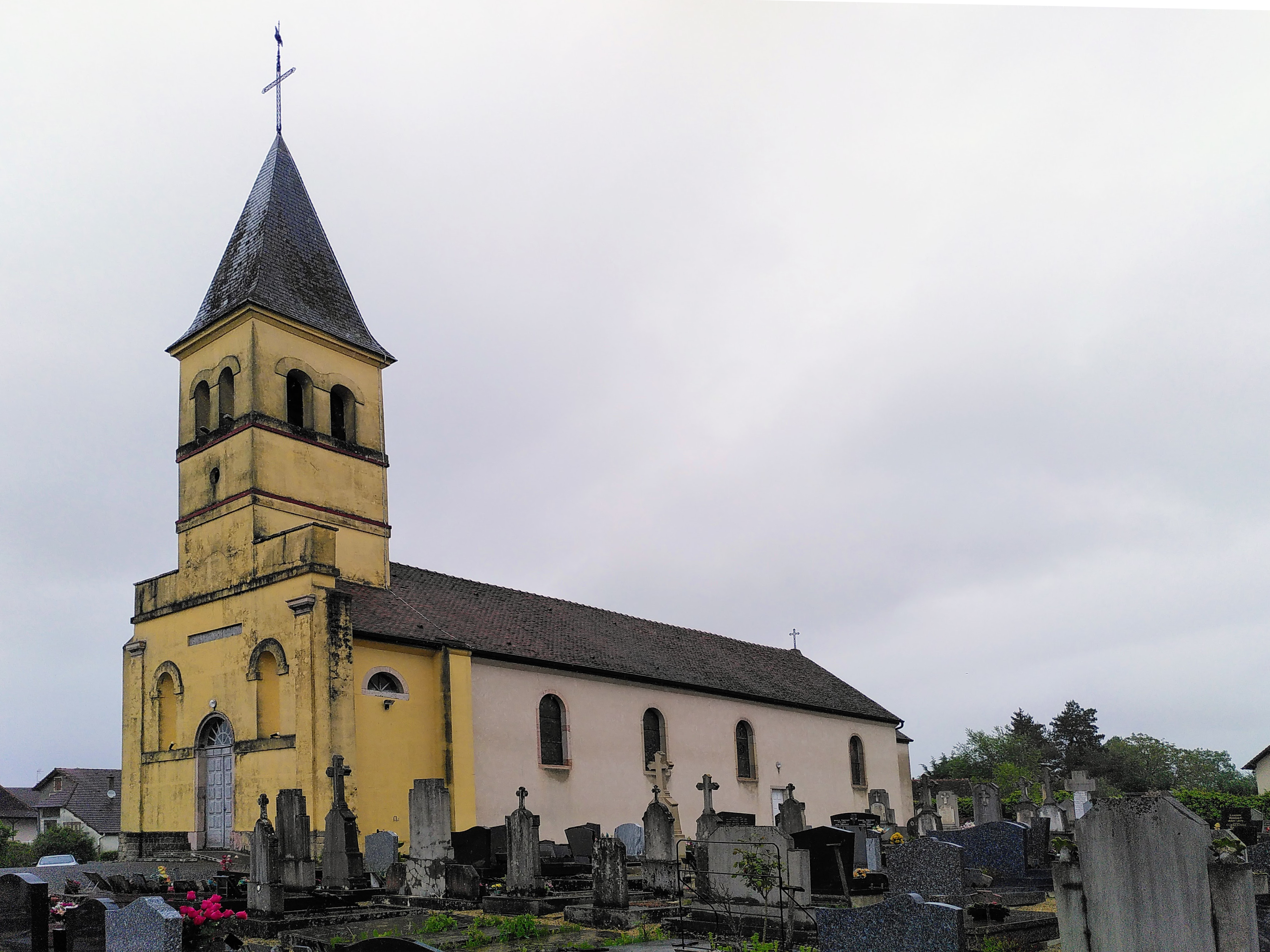
Kirche Notre-Dame-de-l’Assomption von Ratte

Die Bevölkerungsstruktur zwischen Männern und Frauen ist weitgehend ausgeglichen. Dabei sind 38 % der Bevölkerung jünger als 45 Jahre. Demgegenüber sind 39 % der Einwohner älter als 60 Jahre und damit im Rentenalter.
| Wohnstruktur               | Anzahl Wohneinheiten | davon Häuser | Wohnungen | sonstige |
| -------------------------- | -------------------- | ------------ | --------- | -------- |
|                            | 235                  | 232          | 3         |          |
| davon Hauptwohnsitz        | 180                  |              |           |          |
| Zweit- oder Ferienwohnsitz | 35                   |              |           |          |
| vakant                     | 20                   |              |           |          |

## Wirtschaft und Infrastruktur

### Unternehmen, Betriebe, Ladengeschäfte und Einrichtungen
In der Gemeinde gibt es nebst Kirche und Mairie (Gemeindehaus) folgende Unternehmen nach Branchen:
| Branche                                                           | Anzahl Betriebe |
| ----------------------------------------------------------------- | --------------- |
| Industrie und verarbeitendes Gewerbe                              | 1               |
| Baugewerbe                                                        | 4               |
| Groß- und Einzelhandel, Verkehr, Beherbergung und Gastronomie     | 6               |
| Information und Kommunikation                                     |                 |
| Finanz- und Versicherungsdienstleistungen                         |                 |
| Grundstücks- und Wohnungswesen                                    |                 |
| Freiberufliche, wissenschaftliche und technische Dienstleistungen | 4               |
| Öffentliche Verwaltung, Unterricht, Gesundheits- und Sozialwesen  | 2               |
| Sonstige Dienstleistungen                                         | 2               |
| Land- und Forstwirtschaftsbetriebe                                | 10              |

In der Gemeinde befinden sich eine Immobilienagentur und ein Elektriker. Im Weiteren verfügt die Gemeinde über einen Psychologen, zwei Restaurants und zwei Gîtes Mit den Gütern des täglichen Bedarfs versorgen sich die Einwohner weitgehend in Louhans.

### Geschützte Produkte in der Gemeinde
Als AOC-Produkte sind in Ratte Volaille de Bresse und Dinde de Bresse, ferner Crème et beurre de Bresse zugelassen.

### Bildungseinrichtungen
In der Gemeinde besteht eine École maternelle, die der Académie de Dijon untersteht und von 17 Schülern besucht wird. Für die Schule gilt der Ferienplan der Zone A.

## Kultur und Sehenswürdigkeiten
- Mariä-Himmelfahrtskirche[23], erbaut 1830 bis 1841 als Nachfolge der Kapelle, die schon im 12. Jahrhundert bestand.